# Miloš Babić
Pour les articles homonymes, voir Babić.
Miloš Babić (en serbe : Милош Бабић ; né le 23 novembre 1968 à Kraljevo, dans la République socialiste de Serbie, en Yougoslavie) est un ancien joueur yougoslave puis serbe de basket-ball, évoluant aux postes d'ailier fort et de pivot.

## Carrière
Miloš Babić évolue dans l'équipe universitaire des Golden Eagles de l'université technologique du Tennessee à Cookeville, Tennessee, durant trois saisons (1987 à 1990). Il est sélectionné par les Suns de Phoenix au 50e rang de la draft 1990 et est immédiatement transféré aux Cavaliers de Cleveland en échange de Stefano Rusconi (sélectionné au 52e rang de cette draft par les Cavaliers).
Il dispute deux saisons en NBA avec les Cavaliers de Cleveland (1990-1991) et le Heat de Miami (1991-1992), participant à 21 matchs, pour des moyennes de 1,8 point et 1,0 rebond par match.